# کونیگسدورف، اتریش
کونیگسدورف (به آلمانی: Königsdorf) یک منطقهٔ مسکونی در اتریش است که در ناحیه ینرسدورف واقع شده‌است. کونیگسدورف ۷۳۶ نفر جمعیت دارد.